# Лунай, тамтаме!
«Лунай, тамтаме!» — радянський кольоровий художній фільм 1967 року, знятий на кіностудії «Казахфільм».

## Сюжет
Кінокомедія про прагнення хлопців до романтики і героїзму. Вирішивши бігти в Африку, три казахських школяра — Арман, Мурун і Теміртон — наспіх вивчають англійську мову і етнографію африканських племен. Їм часто сняться подвиги, які зробить їх загін, захищаючи поневолені африканські народи. У день втечі вони побачили на вокзалі справжніх негрів, які приїхали в гості до колгоспників. І хлопці залишилися.

## У ролях
- Архімед Іскаков — Арман
- Мухтар Ішмухамедов — Мурун
- Мурад Абусеїтов — Теміртон
- Сапар Базарбаєв — Кортик
- Бікен Римова — мати Муруна
- Лідія Ашрапова — мати Армана
- Мухтар Бахтигереєв — батько Армана
- Каукен Кенжетаєв — Керімбек
- Л. Отиншиєва — вчителька
- Віктор Пусурманов — парторг
- Мухтар Отебаєв — дядько
- Чапай Зулхашев — міліціонер
- В. Лобанов — міліціонер
- Ахат Толубаєв — епізод

## Знімальна група
- Режисер — Шаріп Бейсембаєв
- Сценарист — Акім Таразі
- Оператор — Михайло Аранишев
- Композитор — Анатолій Бичков
- Художник — Віктор Тихоненко